# Ricoh
Ricoh (in giapponese 株式会社リコー?) è una società giapponese fondata il 6 febbraio 1936 col nome di: Riken Kankoshi Co., Ltd, che produce e commercializza articoli di elettronica di consumo, principalmente fotocamere e macchine per l'ufficio come fotocopiatrici, fax e stampanti. Nel 2011 Ricoh ha acquisito Pentax, una delle più antiche e prestigiose aziende nel mercato della fotografia e dell'ottica, dalla Hoya Corporation.

## Storia
Fondata nel 1936 a Tokyo, da RiKen (理研) centro giapponese di ricerca scientifica, la Ricoh ha operato sin dall'inizio in diversi campi.
Nel marzo 1938, la stessa Riken Kankōshi divenne Riken Kōgaku Kōgyō K.K. (理研光学工業2, ovvero Riken Optical Industries Co., Ltd.). Nello stesso anno, annunciò la Riken No.1, una fotocamera di 3×4 cm con otturatore sul piano focale, che fu effettivamente commercializzata nel 1939 come Gokoku. La fotocamera fu prodotta nello stabilimento di Ōji, e fu seguita dalle Ricohl, Roico, Ricohflex B, Gaica o Kinsi prima che la produzione fosse interrotta dalla guerra. Nel 1955 Ricoh ha prodotto la sua prima copiatrice diazo, la Ricopy 101, copiatrice ad umido diazo per la duplicazione di cianografie da tavolo. 
Tra gli anni '60 e '70 Ricoh ha prodotto orologi da polso sia per il mercato interno giapponese che per i mercati internazionali, entrando brevemente in partnership anche con la Hamilton Watch Company (The Hamilton Ricoh Watch Company Ltd), per la creazione dell'orologio Ricoh Hamilton Electric. 
L'azienda prese finalmente il nome dei suoi prodotti, diventando Ricoh (K.K. Rikō, ㈱リコー) nel 1963. Dal 1964 produsse alcune reflex da 35 mm con obiettivi a vite intercambiabili da 42 mm, la maggior parte delle quali si chiamava Singlex. Nel 1977 passò all'innesto K introdotto da Pentax, per una serie di fotocamere denominate XR, prodotte fino agli anni Novanta. Le uniche fotocamere reflex autofocus prodotte dall'azienda furono le varie Mirai, con obiettivi zoom non intercambiabili. 
A cavallo tra gli anni ottanta e novanta, Ricoh produce fotocopiatrici Pitney-Bowes e Toshiba, macchine fax per AT&T e Omnifax, inoltre macchine per diverse altre società.
Tra la fine degli anni novanta e i primi anni del 2000 la società cresce, diventando la più grande produttrice di fotocopiatrici del mondo. In questo periodo acquista Savin, Gestetner, Lanier, Rex-Rotary, Monroe, Nashuatec, Infotec e Ikon. Di questi, il marchio Monroe è scomparso, ma i prodotti delle altre società continuano a essere venduti sotto il loro marchio.
Attualmente, dopo aver completato ad aprile 2008 il processo di fusione con NRG (Nashuatec-Rex Rotary- Gestetner) a livello europeo, sta procedendo all'integrazione, prevista per il 2009, anche di un altro marchio (Infotec), già di proprietà del gruppo. Nello stesso anno è stata effettuata anche l'integrazione della società Ikon. Nel 2011 ritornò di prepotenza nel mercato delle fotocamere reflex digitali acquisendo dalla Hoya Corporation il marchio e gli asset della storica marca Pentax, dando vita alla Pentax Ricoh Imaging Company, il cui nome è stato cambiato in Ricoh Imaging Company Ltd nel 2013.
Nel 2005 Ricoh offre 10 milioni di sterline al Coventry City Football Club per aiutarlo a completare la costruzione del nuovo stadio, ora chiamato Ricoh Arena.

## Azionisti
- Master Trust Bank of Japan, Ltd. (Trust Account) 12,25%
- Japan Trustee Services Bank, Ltd. (Trust Account) 8,44%
- Nippon Life Insurance Company 4,29%
- UFJ Bank Limited 2,60%
- NIPPONKOA Insurance Co., Ltd. 2,50%
- Banca di Tokyo-Mitsubishi, Ltd. 2,20%
- New Technology Development Foundation 2,18%
- Chase Manhattan Bank, N.A. London 2,05%
- State Street Bank and Trust Company 1,70%
- Chase Manhattan Bank, N.A. London S.L. Omnibus Account 1,41%

## Prodotti Ricoh

### Fotocamere analogiche
- Ricoh 500 35mm
- Ricoh 500G 35mm

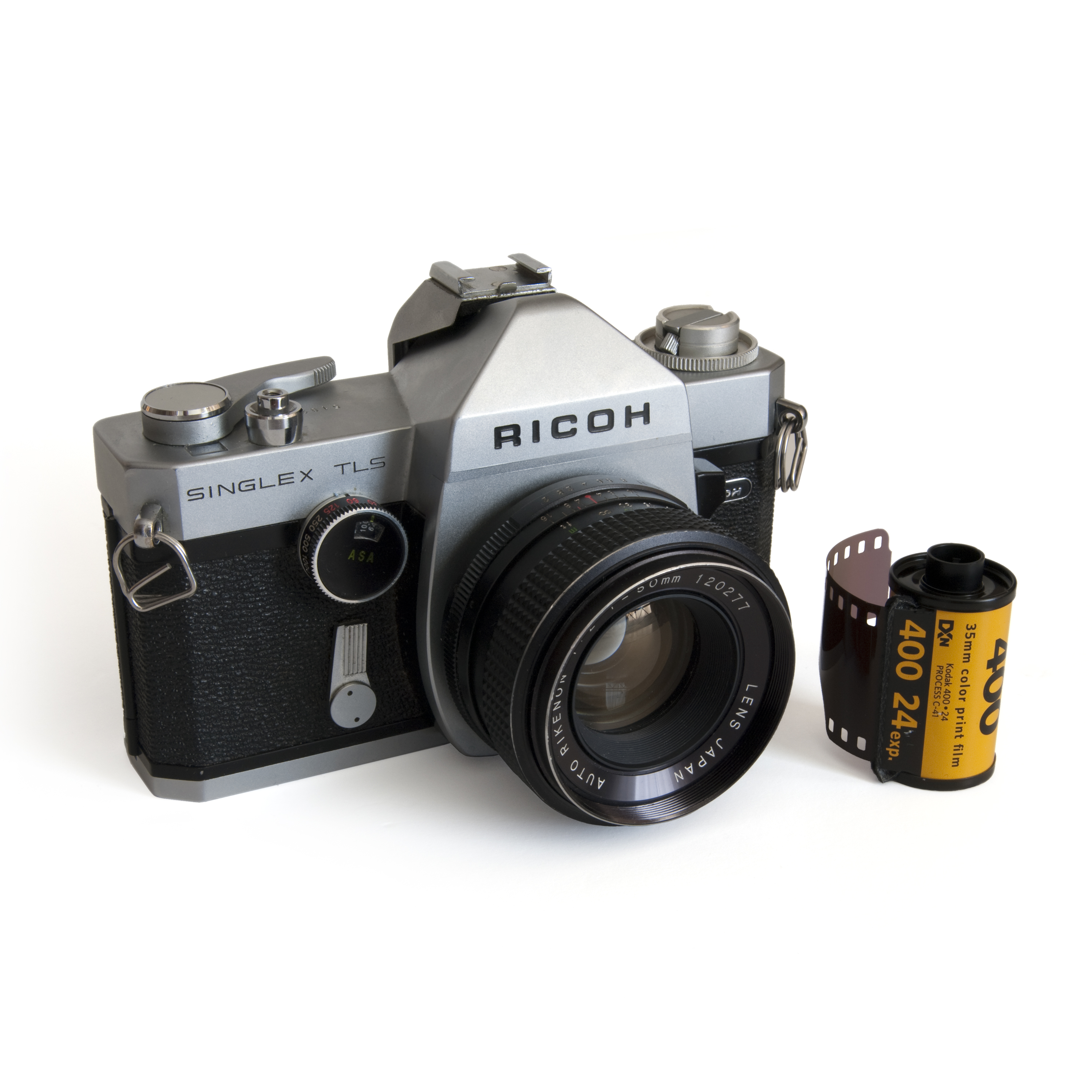
Fotocamera Ricoh Singlex TLS SLR

- Ricoh Mirai (simile a Olympus AZ-4 zoom)
- Ricoh Singlex (made by Mamiya - simile a Nikkorex F)
- Ricoh Singlex TLS
- Ricoh Singlex II
- Ricoh KR-5
- Ricoh KR-5 Super
- Ricoh KR-5 Super II
- Ricoh KR-10
- Ricoh KR-10 Super
- Ricoh KR-30SP
- Ricoh serie GR (GR1, GR1s e GR1V)
- Ricoh XR-10M
- Ricoh XR-P
- Ricoh XR-S
- Ricoh XR-X
- Ricoh XR-2s
- Ricoh FF-9D

### Fotocamere digitali
- Ricoh Caplio R1 (4 megapixel)
- Ricoh Caplio R1v (5 megapixel)

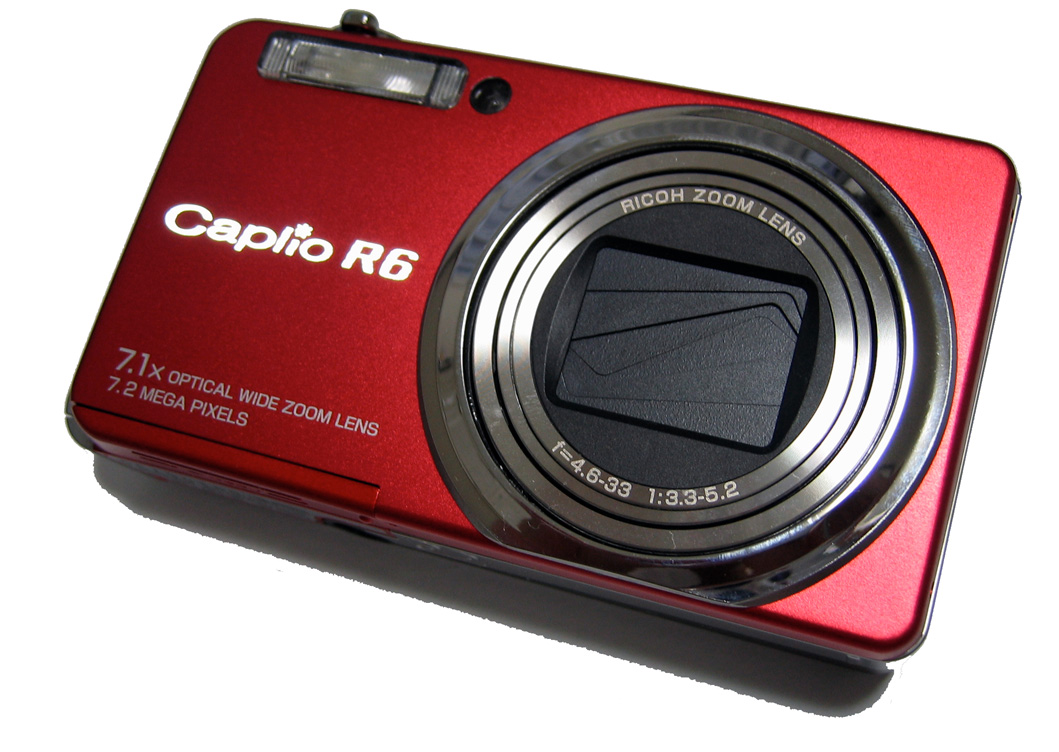
Fotocamera digitale Caplio R6

- Ricoh Caplio R2 (5 megapixel, schermo più grande, senza mirino)
- Ricoh Caplio R3 (5 megapixel, 28-200 zoom-equivalente)
- Ricoh Caplio RX (3 megapixel)
- Ricoh Caplio GX8 (8 megapixel)
- Ricoh GR Digital (8 megapixel)
- Ricoh Caplio 400G Wide
- Ricoh Caplio GX100

### Videocamere digitali
- Ricoh Mirai (simile a Olympus AZ-4 zoom)
- Ricoh GR1, GR1s e GR1V

### Fotocopiatrici
- Ricoh Aficio
- Ricoh Pro/Proc